# Santa Luzia (Maranhão)
Santa Luzia é um município brasileiro do estado do Maranhão. Localiza-se a uma latitude 03º57'48" sul e a uma longitude 45º39'30" oeste, estando a uma altitude de 60 metros. Santa Luzia é o décimo quarto maior município do Maranhão com mais de 75 043 habitantes (censo 2019).

## História
No passado, Santa Luzia tinha suas terras habitadas por índios pertencentes à tribos Guajajaras das Aldeias Cumpridas e Batatal.
No ano de 1949, o desbravador, João Marques Oliveira, popularmente conhecido como “João Vaqueiro”, chegou a localidade denominada “Pau Santo” pertencente aos índios Guajajaras, que não aceitaram sua permanência no lugar. Rechaçado pelos nativos, deslocou-se para o Sul da Região até o lugarejo Batatal, pertencente a outra tribo Guajajara, sendo acolhido pelo Cacique João Francisco de Santo.
A localidade que surgia foi denominada Santa Luzia por João Vaqueiro, que trazia consigo uma pequena imagem da Santa de quem era devoto.
Em 1952 chegou o agricultor Manoel Rodrigues Chaves a convite de seu compadre João Vaqueiro para trabalhar na lavoura. A localidade começou a crescer e nesta terra hospitaleira chegaram quem comprou as terras, iniciando a exploração da agricultura. A área adquirida se estendia ao norte até a Aldeia Batatal e ao sul até o lugarejo denominado “Pau Santo” imigrantes de todo território nacional, se viam atraídos pela grande produção de arroz que sempre destacou o Estado do Maranhão, despertando com isso, a curiosidade e o interesse de muitas famílias que fixaram residências. Santa Luzia foi elevada à categoria de município pela lei estadual nº 1908, de 17 de dezembro de 1959.

## Demografia

### População residentes
- Homens: 38.699
- Mulheres: 36.344

### População urbana e rural
- Urbana: 25.862
- Rural: 43.530
- População 2010: 69.392

## Principais Povoados
Floresta, Ferro Velho, Esperantina, Maria Ferreira, Faísa, Maguari, Santo Onofre, Centro do Meio.

## Galeria

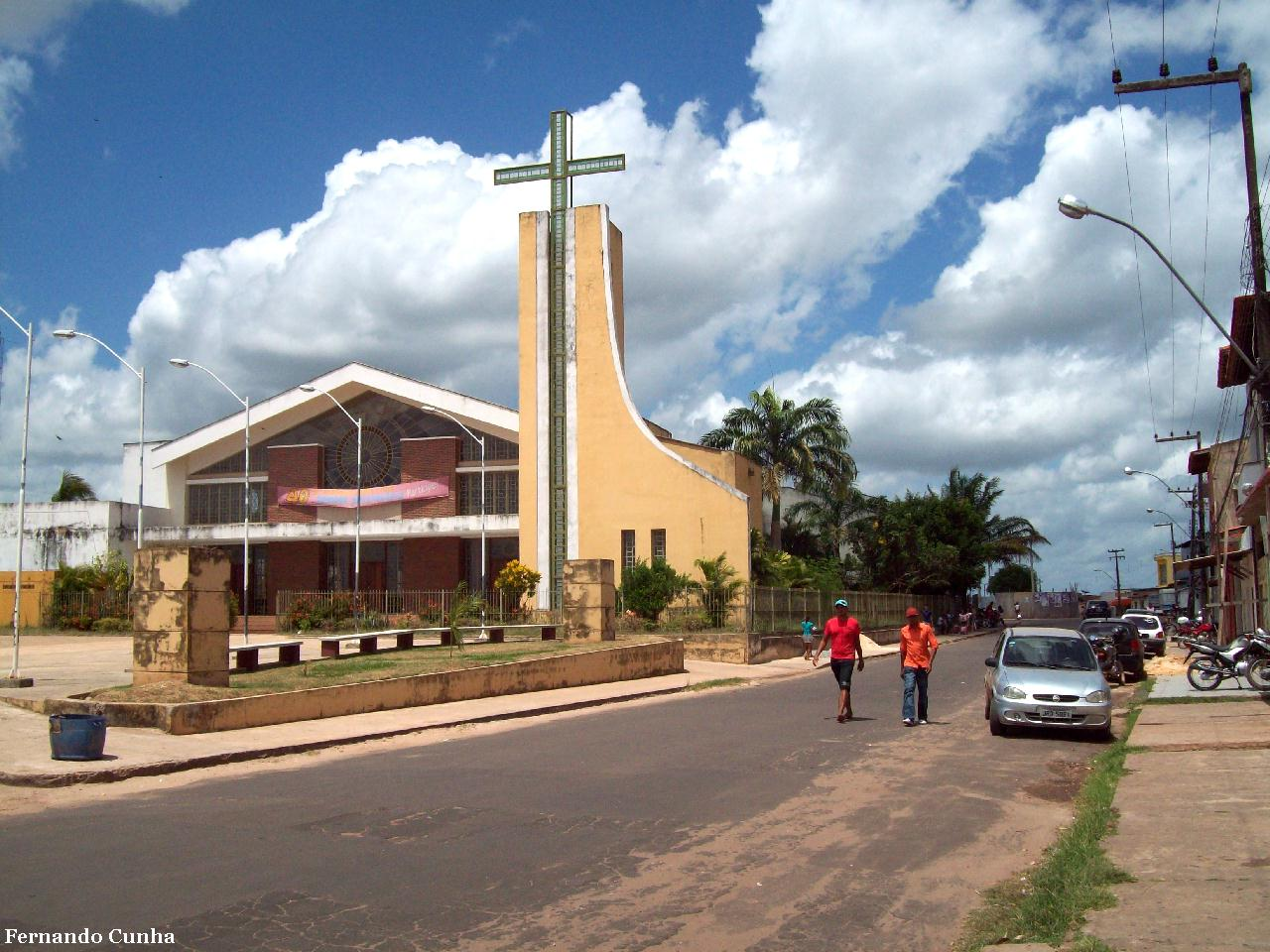
Igreja Matriz de Santa Luzia.
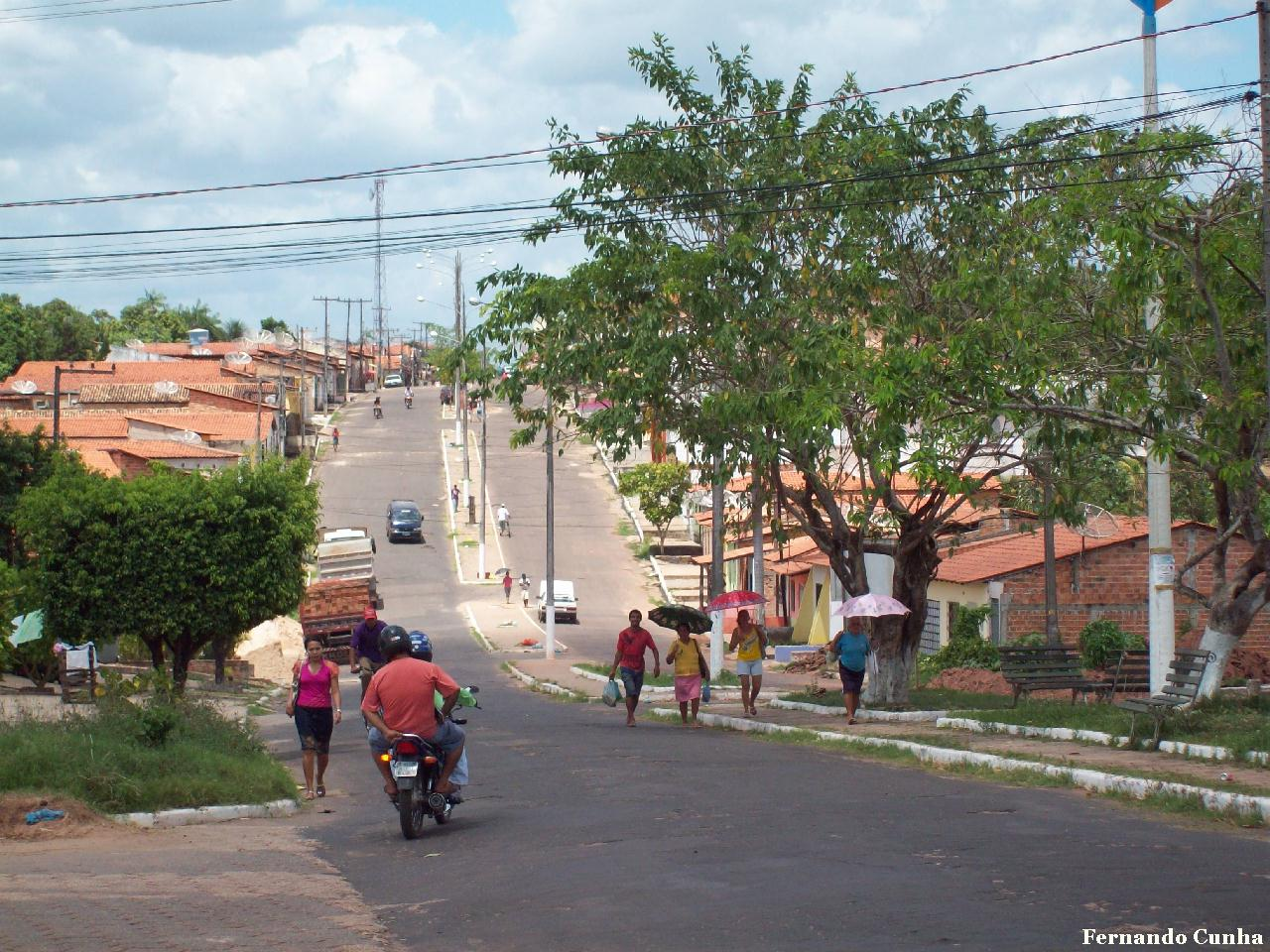
Uma das bucólicas ruas de Santa Luzia.
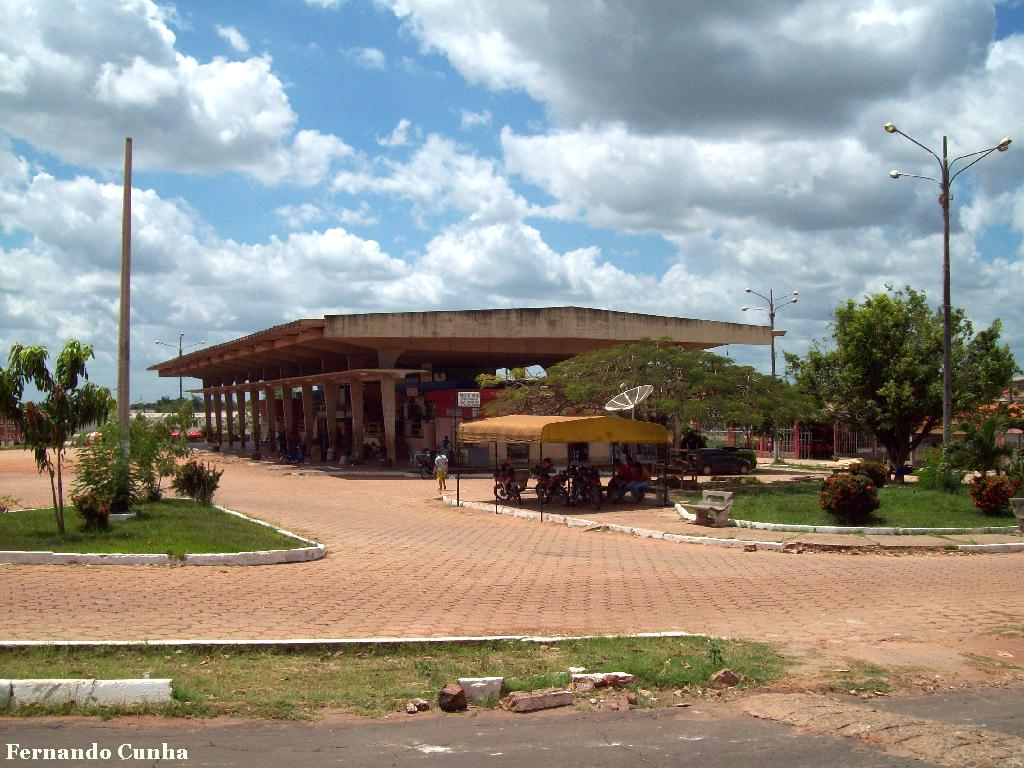
Rodoviária de Santa Luzia.